# Vallonska

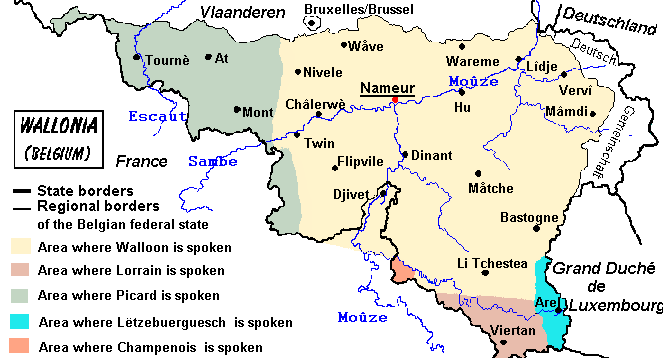
språklig karta över Vallonien

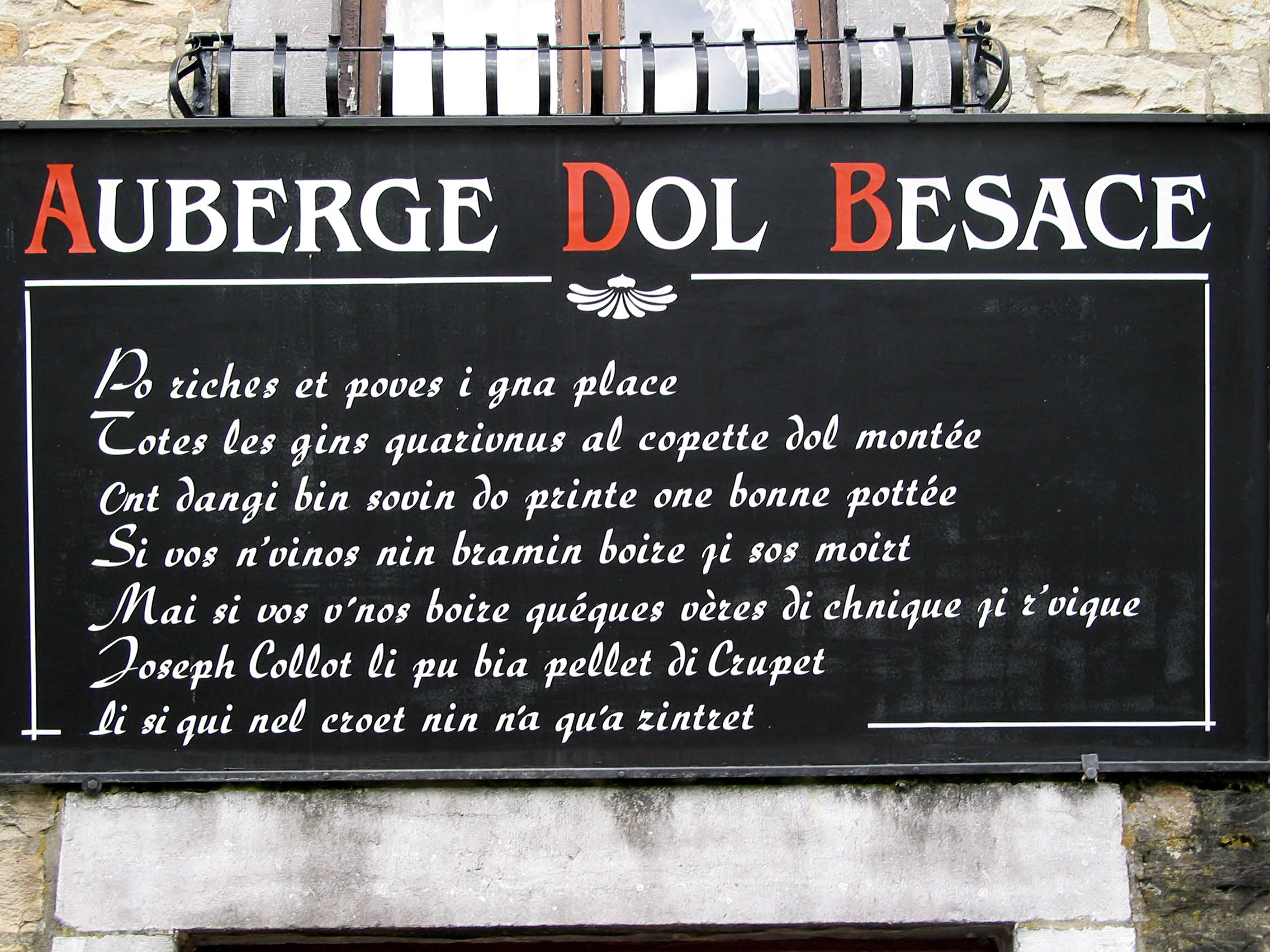
Butiksskylt i staden Crupet

Vallonska, wallonska, är ett romanskt språk som talas företrädesvis i södra Belgien (Vallonien). Det är nära besläktat med franska och andra langues d'oïl. Vallonska ska inte förväxlas med belgisk franska, som inte skiljer sig särskilt mycket från den franska som talas i norra Frankrike. 
I Vallonien talas fyra olika vallonska dialekter i fyra distinkta zoner; östvallonskan som talas i området kring Liège, mittvallonskan som talas omkring Namur, västvallonskan i zonen Nivelles-Charleroi-Chimay och sydvallonskan i Ardennerna.
Trots dialektala olikheter finns det en rörelse för ett standardiserat skriftspråk kallad "rfondou walon". Denna ortografi är baserad på diasystem som kan uttalas olika av olika läsare, ett koncept som är inspirerat av bretonskans stavningsregler. De skrivna formerna försöker förena det nutida uttalet med gamla traditioner (märkbart är återinföringen av "xh" och "oi" som användes för att skriva vallonska fram till 1800-talets slut samt språkets egna fonologiska logik.

## Exempel på fraser
| Vallonska         | Franska                     | Svenska                 |
| ----------------- | --------------------------- | ----------------------- |
| Walon             | Wallon                      | Vallonska               |
| Diè wåde          | Dieu [vous] garde (bonjour) | Gud bevare Er (God dag) |
| Bondjoû           | Bonjour                     | God dag (Hej)           |
| Arvèy             | Au revoir                   | På återseende (Hej då)  |
| Come on-z a dit?  | Comment dit-on ?            | Hur säger man?          |
| Comint vos dalez? | Comment allez-vous ?        | Hur står det till?      |
| Dji n' sai nén    | Je ne sais pas              | Jag vet inte            |